# Associazione Sportiva Teramo 1939-1940
Questa voce raccoglie le informazioni riguardanti l'Associazione Sportiva Teramo nelle competizioni ufficiali della stagione 1939-1940.

## Rosa
| N. |                   | Ruolo | Calciatore           |
| -- | ----------------- | ----- | -------------------- |
|    | Italia (bandiera) | A     | Leone Bertacca       |
|    | Italia (bandiera) | P     | Francesco Paolo Calò |
|    | Italia (bandiera) | D     | Ludovico Cellerino   |
|    | Italia (bandiera) | D     | Armando Creziato     |
|    | Italia (bandiera) | D     | Gastone De Angelis   |
|    | Italia (bandiera) | D     | Benedetto Del Re     |
|    | Italia (bandiera) | C     | Riccardo Di Santo    |
|    | Italia (bandiera) | C     | Vittorio Foglia      |

| N. |                   | Ruolo | Calciatore          |
| -- | ----------------- | ----- | ------------------- |
|    | Italia (bandiera) | A     | Berardo Lanciaprima |
|    | Italia (bandiera) | A     | Ciriaco Pietrangeli |
|    | Italia (bandiera) | P     | Luigi Poillucci     |
|    | Italia (bandiera) | A     | M. Trevisanato      |
|    | Italia (bandiera) | D     | Bruno Ventura       |
|    | Italia (bandiera) | D     | Mameli Viani        |
|    | Italia (bandiera) | D     | Armando Villanova   |
|    | Italia (bandiera) | C     | Orazio Zecchi       |